# Kolej Władykaukaska

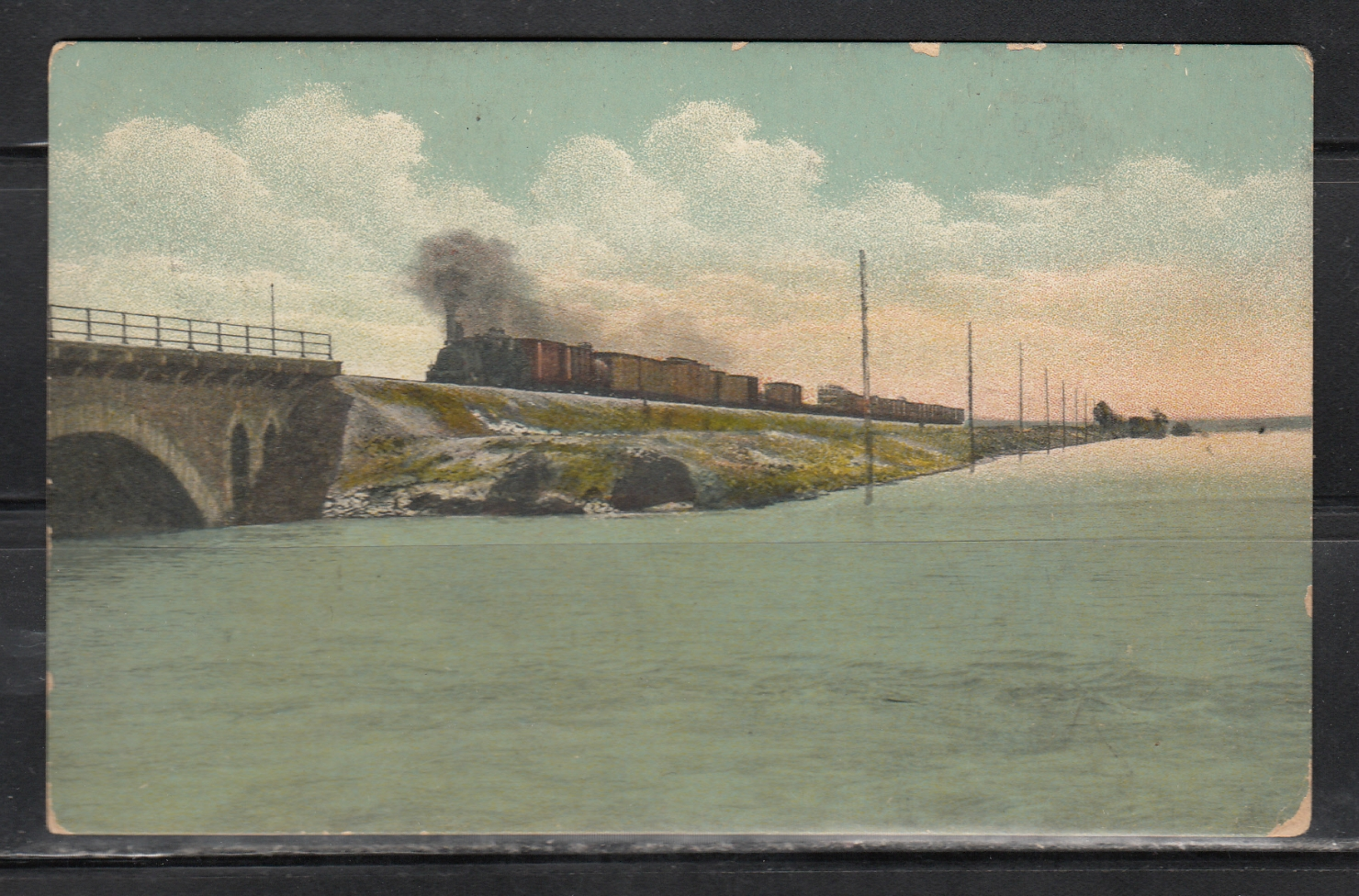
Pociąg Kolei Władykaukaskiej na moście w Rostowie nad Donem

Kolej Władykaukaska (ros. Владикавказская железная дорога) – prywatna linia kolejowa w Rosji, na północnym Kaukazie, czynna w latach 1875–1918. Zasadnicza część została zbudowana między 1888 a 1900 rokiem.
Kolej przechodziła przez obszary obwodów: kubańskiego, terskiego, dagestańskiego, Wojska Dońskiego, guberni: czarnomorskiej, stawropolskiej, astrachańskiej i saratowskiej. Odgrywała dużą rolę w rozwoju gospodarczym północnego Kaukazu, zwłaszcza w eksporcie zboża do Europy Zachodniej przez port w Noworosyjsku.
Główne linie (w nawiasach data otwarcia):
- Rostów nad Donem – Władykaukaz (1875)
- Tichorieck (stacja Tichorieckaja) – Noworosyjsk (1887–1888)
- Biesłan – Pietrowsk (1894)
- Mineralne Wody – Kisłowodzk (1894)
- Kawkazskaja – Stawropol (1897)
- Tichorieck – Carycyn (1899)
- Pietrowsk – Baładżary (1900)
- Kawkazskaja – Jekaterynodar (1912)
- Batajsk – Azow (Azow-Port) (1912)

W 1913 r. długość linii wynosiła 2369 wiorst (2527 km), w tym 645 wiorst linii dwutorowej. Tabor obejmował 795 parowozów (opalanych paliwem płynnym – mazutem), 19 525 wagonów towarowych i 827 pasażerskich. Kolej posiadała cztery duże warsztaty kolejowe w Rostowie, Władykaukazie, Noworosyjsku i Tichoriecku oraz 18 mniejszych warsztatów remontowych. Infrastruktura towarzysząca obejmowała pierwszy w Europie zmechanizowany elewator zbożowy (na 3 miliony pudów – ok. 49 tys. ton ziarna) w Noworosyjsku, elewatory na innych stacjach, chłodzony magazyn ryb w Derbencie, bazy naftowe i 5 przystani nad Morzem Czarnym. Ponadto, kolej utrzymywała 23 szkoły kolejowe (na 5600 słuchaczy), biblioteki i 7 szpitali.
Kolej należała do Spółki Akcyjnej Kolei Władykaukaskiej i była najbardziej dochodową koleją w Imperium Rosyjskim, obok Kolei Warszawsko-Wiedeńskiej. Wśród akcjonariuszy były sfery wielkiego kapitału rosyjskiego, arystokracji i rodziny carskiej. Zarząd spółki znajdował się w Petersburgu – jej prezesem był Polak Stanisław Kierbedź (junior), następnie Władimir Pieczkowski. Zarząd kolei mieścił się w Rostowie nad Donem.
Naczelnikiem technicznego oddziału służby ruchu Kolei Władykaukaskiej był Polak Wacław Łopuszyński, będący inicjatorem powstania projektów lokomotyw towarowych dla tej kolei, serii O, C, Sz, E, z których serie O i E stały się następnie najpopularniejszymi rosyjskimi i najliczniej budowanymi na świecie lokomotywami towarowymi.
Podczas I wojny światowej w latach 1914–1918 zbudowano dodatkowo linie Gieorgiewsk – Swiatoj Kriest, Prochładnaja – Naurskaja, Biesłan – Władykaukaz, Kotlarewskaja – Nalczyk, Szachmal – Temir-Chan-Szura. We wrześniu 1918, po zdobyciu władzy przez bolszewików na skutek rewolucji październikowej, kolej została znacjonalizowana i włączona do sieci kolei podległych Ludowemu Komisariatowi Transportu (NKPS). Część dawnej Kolei Władykaukaskiej weszła w skład późniejszej Kolej Północnokaukaskiej.